# Amanda Vale
Amanda Vale-Baker (apellido de soltera: Vale, previamente Walters) es un personaje ficticio de la serie de televisión australiana Home and Away, interpretado por la actriz Holly Brisley del 30 de junio de 2005 hasta 2007. Holly regresó a la serie en 2008 y en  2009, su última aparición fue el 11 de agosto del mismo año.

## Biografía
Amanda se casó por primera vez con Dan Baker con quien tuvo a su hijo Ryan Baker, pero el matrimonio terminó. Cuando Amanda llegó a Summer Bay en 2005 Dan estaba casado con Leah y les ocasionó muchos problemas a la pareja y a los demás residentes de Bay.
Pronto se volvió la aliada del alcalde Josh West y se casó con Graham Watters, el padre de Beth Hunter, por su dinero. 
Amanda quedó sorprendida cuando descubrió que Belle Taylor era la hija que había tenido a los catorce años y que le habían dicho que estaba muerta; y trató de construir una relación con ella, pero las cosas se complicaron cuando Amanda se acostó con el novio de su hija Drew Curtis. 
Cuando Scott Hunter le dijo que no la amaba y que quería terminar con ella porque él seguía amando a Hayley Smith, Amanda lo engañó diciéndole ques estaba embarazada, pero la mentira pronto se descubrió cuando Josh le dijo la verdad a Scott y este terminó con ella para siempre.
Con el tiempo Amanda comenzó a cambiar para bien y más tarde se casó con Peter Baker, el hermano de Dan y padre de Drew. Sin embargo el día de su boda su hermana Kelli le hace creer a Peter que Amanda lo esta engañando. Poco después Kelli secuestra a su hermana y trata de matarla, ya que la culpaba del accidente automovilístico que tuvieron años atrás, en donde Kelli había quedado con cicatrices. Sin embargo Amanda fue rescatada por Peter y poco después la pareja se mudó a la ciudad con Drew y Ryan. 
Amanda regresó en 2008 para el funeral de Dan, poco después para la boda de su hija Belle con Aden Jefferies.
En agosto de 2009 regresó de nuevo para el funeral de su hija Belle, en octubre del mismo año Peter y Amanda tuvieron su bebé.